# Yang Xianyi

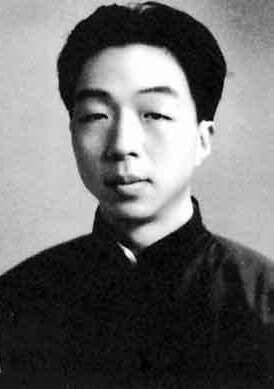
Yang Xianyi, Chongqing, 1941

Yáng Xiànyì (chinesisch 杨宪益, W.-G. Yang Hsien-yi; geb. am 10. Januar 1915 in Tianjin, Republik China; gest. am 23. November 2009 in Peking, Volksrepublik China) war ein chinesischer Übersetzer, der gemeinsam mit seiner Frau Gladys Yang zahlreiche Werke der chinesischen Literatur ins Englische sowie einige Werke der englischen, französischen, griechischen und lateinischen Literatur ins Chinesische übersetzte.

## Biografie
Yáng Xiànyì begann 1936 ein Studium am Merton College der Universität Oxford. Dort lernte er Gladys Tayler kennen, die er später heiratete. Im Sommer 1940 kehrte er mit Gladys nach China zurück und unterrichtete an Hochschulen in Chongqing, Guiyang und Chengdu. Ab Anfang der 50er-Jahre arbeiteten die beiden als Übersetzer für den Verlag für fremdsprachige Literatur in Peking. Sie hatten zwei Töchter (Yang Ying und Yang Zhi) und einen Sohn. 1968, zu Beginn der Kulturrevolution, wurden die beiden verhaftet und der Spionage beschuldigt. 1972 wurden sie freigelassen. Nach den politischen Ereignissen im Juni 1989 verhehlte er nicht seine Kritik an der chinesischen Regierung. Yáng Xiànyì starb im Alter von 95 Jahren.

## Werke

### Chinesisch
- 《零墨新笺》中华书局1947。
- 《译余偶拾》三联书店1983。
- 《漏船载酒忆当年》北京十月文艺出版社2001。(Autobiografie)

### Englisch
- White Tiger. Hongkong: Chinese University Press, 2003; ISBN 962-996-046-X (Autobiografie).

### Übersetzungen ins Englische (Auswahl)
- Guo Moruo: Chu Yuan. A Play in Five Acts. Beijing: Foreign Languages Press, 1953.
- Chi Li: Wang Kuei and Li Hsiang-Hsiang. Beijing: Foreign Languages Press, 1954.
- Hong Sheng: The Palace of Eternal Youth. Foreign Languages Press, 1955.
- Lu Xun: Selected Works of Lu Hsün [《鲁迅选集》]. Beijing: Foreign Languages Press, 1956–1960.
- Han Tian: The White Snake. A Peking Opera. Foreign Languages Press, 1957.
- Wu Jingzi: The Scholars [《儒林外史》, Die inoffizielle Geschichte des Gelehrtenwalds]. Beijing: Foreign Languages Press, 1957.
- Liang Bin: Keep the Red Flag Flying. China Youth Publishing House, 1957.
- The Forsaken Wife. Beijing: Foreign Languages Press, 1958.
- The Man Who Sold a Ghost. Chinese Tales of the 3rd–6th Centuries [《魏晋南北朝小说选》]. Beijing: Foreign Languages Press, 1958.
- Selected Plays of Kuan Han-ching [Guan Hanqing]. Shanghai: New Art and Literature Publishing House, 1958; Neuauflagen: Beijing: Foreign Languages Press, 1958 und 1979.
- Feng Yuan-chun: A Short History of Classical Chinese Literature. Westport: Hyperion press, 1973.
- Lu Xun: A Brief History of Chinese Fiction [《中国小说史略》, 1925]. Beijing: Foreign Languages Press, 1976. (Deutsche Ausgabe: Kurze Geschichte der chinesischen Romandichtung. Beijing: Verlag für fremdsprachige Literatur, 1981.)
- Tsao Hsueh-chin Cao Xueqin, Kao Ngo [Gao E]: A Dream of Red Mansions [《红楼梦》]. Hongkong: Commercial Press, 1974; Beijing: Foreign Languages Press, 1978; mehrere Neuauflagen.
- Stories About Not Being Afraid of Ghosts [《不怕鬼的故事》].  Beijing: Foreign Languages Press, 1979.
- Sima Qian: Selections from Records of the Historian [《史记》, Aufzeichnungen des Chronisten]. Beijing: Foreign Languages Press, 1979; Neuauflage: Beijing: Foreign Languages Press, 2008 und 2010.
- The Dragon King’s Daughter. Ten Tang Dynasty Stories [《唐代传奇选》]. Beijing: Foreign Languages Press, 1980.
- The Courtesan’s Jewel Box. Chinese stories of the Xth-XVIIth centuries. Beijing: Foreign Languages Press, 1980.
- Lu Xun: Call to Arms. Beijing: Foreign Languages Press, 1981.
- Lu Xun: Wandering. Beijing: Foreign Languages Press, 1981.
- Ancient Chinese Fables. Beijing: Foreign Languages Press, 1983.
- Liu E: The Travels of Lao Can [《老残游记》]. 1983.
- Selections from the “Book of songs”. Beijing: Foreign Languages Press, 1983.
- Ding Ling: The Sun Shines over the Sanggan River. 1984.
- Poetry and Prose of the Tang and Song. 1984.
- Feng Menglong: Selected Chinese Stories of the Song and Ming Dynasties [《宋明平话小说选》]. Beijing: Foreign Languages Press, 2000.
- Qu Yuan: Selected Elegies of the State of Chu [《离骚》, Lisao]. Beijing: Foreign Languages Press, 2001.

### Übersetzungen ins Chinesische (Auswahl)
- George Bernard Shaw: Pygmalion. 1982.